# 377144 Okietex
377144 Okietex este o planetă minoră (asteroid) din centura de asteroizi. A fost descoperită pe 30 august 2003 la Needville⁠(d) de Joseph A. Dellinger⁠(d). 
Obiectul prezintă o orbită caracterizată de o semiaxă mare de 2,7789351576162 UAi, o excentricitate de 0,22, o înclinație de 7,8 ° în raport cu ecliptica.